# Ray Promontory
Die Ray Promontory ist eine erhöhte Halbinsel der Livingston-Insel im Archipel der Südlichen Shetlandinseln. Sie bildet den nordwestlichen Ausläufer der Byers-Halbinsel, endet im Nordwesten mit dem Start Point und im Nordosten am Essex Point. Nahe ihrer Basis ragt der Penca Hill auf.
Das UK Antarctic Place-Names Committee benannte sie 1977 nach Nathaniel Ray (1771–1830), Kapitän des Schoners Harmony aus Nantucket zur Robbenjagd in der Harmony Cove von Nelson Island zwischen 1820 und 1821.